# 1027 (numero)
Milleventisette (1027) è il numero naturale dopo il 1026 e prima del 1028.

## Proprietà matematiche
- È un numero dispari.
- È un numero composto da 4 divisori: 1, 13, 79, 1027. Poiché la somma dei suoi divisori (escluso il numero stesso) è 93 < 1027, è un numero difettivo.
- È un numero semiprimo.
- È un numero omirpimes.
- È un numero palindromo e un numero ondulante nel sistema posizionale a base 12 (717) e in quello a base 14 (535).
- È un numero nontotiente in quanto dispari e diverso da 1.
- È un numero odioso.
- È un numero esagonale centrato.
- È parte delle terne pitagoriche (395, 948, 1027), (1027, 3036, 3205), (1027, 6636, 6715), (1027, 40560, 40573), (1027, 527364, 527365).

## Astronomia
- 1027 Aesculapia è un asteroide della fascia principale del sistema solare.
- NGC 1027 è un ammasso aperto situata nella costellazione di Cassiopea.
- IC 1027 è una galassia situata nella costellazione di Boote.

## Astronautica
- Cosmos 1027 è un satellite artificiale russo.